# Musseroner

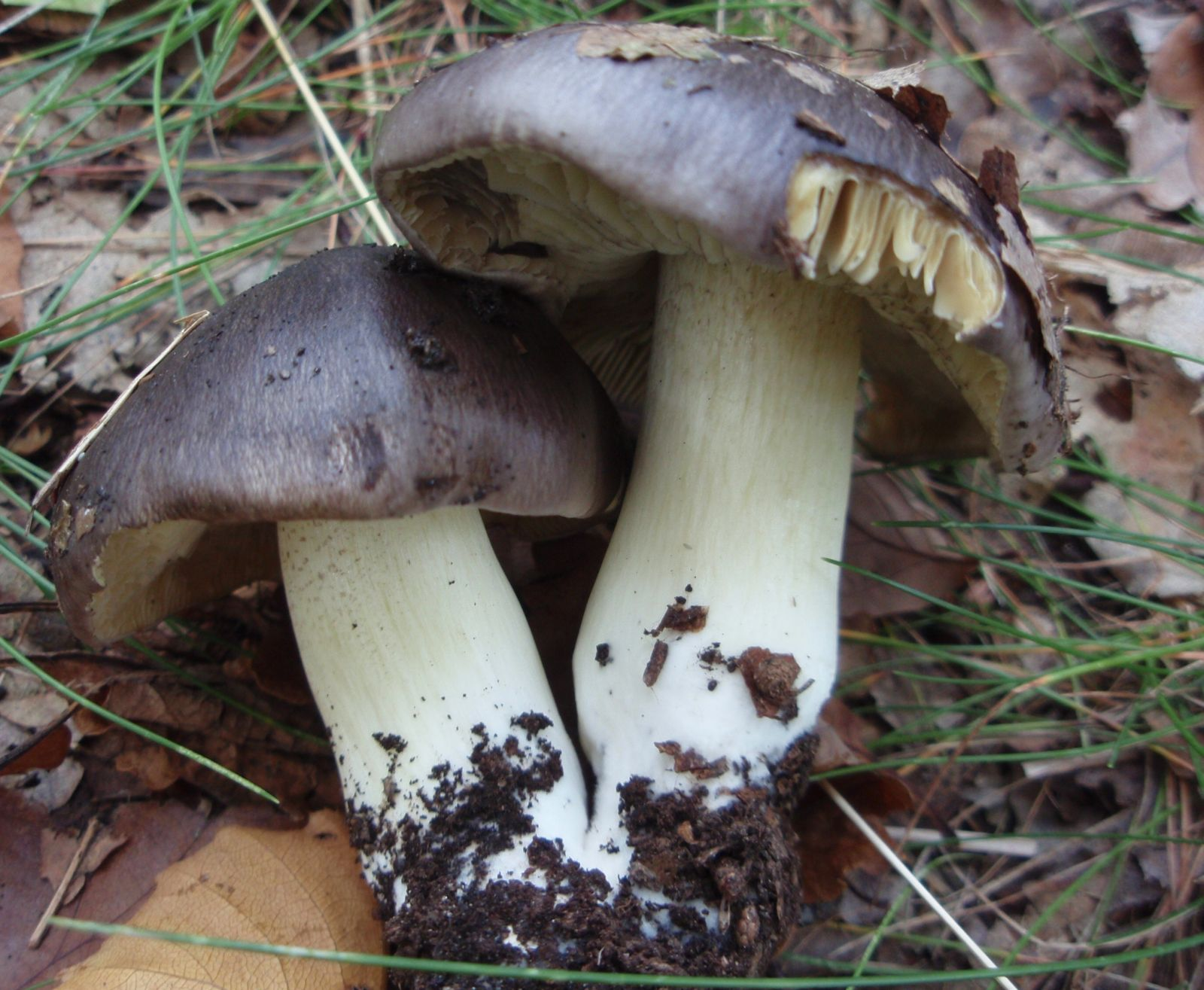
Streckmusseron

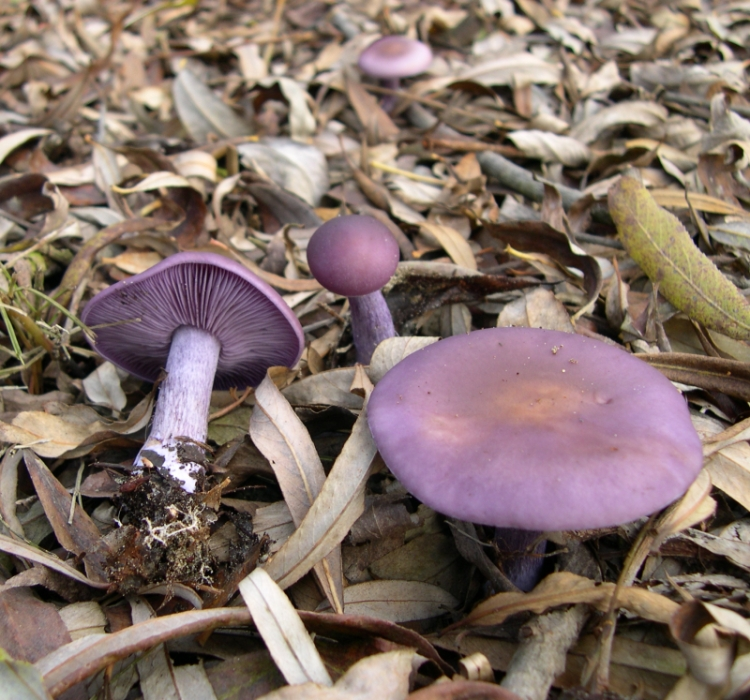
Blåmusseron

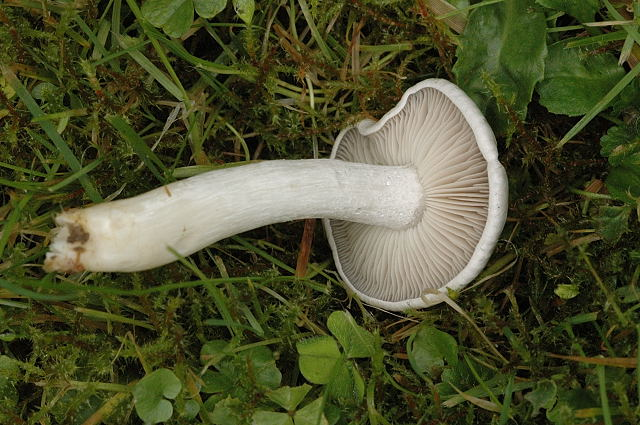
Silkesmusseron

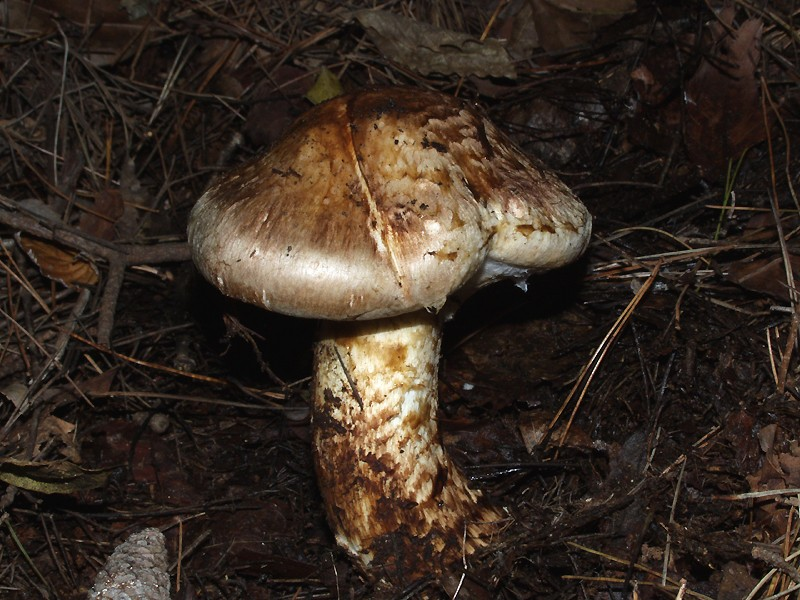
Goliatmusseron

Musseroner är en benämning på flera arter av svampar tillhörande ett antal olika släkten inom gruppen basidiesvampar.
Musseroner har ofta en kraftig och köttig fruktkropp, som hos flertalet arter vanligen växer på marken, men hos en del arter även på ved. De flesta arter är medelstora till stora svampar, men några är mindre. Hatten har ofta en brunaktig färg, men några arter är mer vitaktiga eller gulaktiga. Det finns också musseroner med annan färg, som blåmusseron, som är violettaktig. 
Skivorna sitter ofta tätt och är typiskt urnupna eller vidfästade och sporerna är vanligen vita eller ljust rosaaktiga. 
De svampar som räknas som musseroner har olika egenskaper. Några arter är ätliga och användbara som matsvampar, medan andra arter är oätliga eller giftiga.

## Arter i urval
- Blåmusseron
- Brandmusseron
- Ekmusseron
- Fjällmusseron
- Gallmusseron
- Goliatmusseron
- Höstmusseron
- Irismusseron
- Kastanjemusseron
- Lakritsmusseron
- Pantermusseron
- Pluggmusseron
- Prickmusseron
- Riddarmusseron
- Rosenmusseron
- Rättiksmusseron
- Silkesmusseron
- Streckmusseron
- Stubbmusseron
- Svavelmusseron
- Violmusseron
- Vårmusseron
- Ängsmusseron